# Concejo regional (Israel)
El concejo regional (plural: en hebreo: מוֹעָצוֹת אֵזוֹרִיּוֹת‎, Mo'atzot Ezoriyot / singular: en hebreo: מוֹעָצָה אֵזוֹרִית‎, Mo'atza Ezorit) es un tipo de administración territorial de Israel que gobierna pueblos y comunidades rurales localizadas en un área relativamente próxima. Cada comunidad, que no suele superar los 2000 habitantes, es gestionada por un comité local que envía representantes al concejo administrativo regional. La forma predominante de comunidades representadas en los consejos regionales son los kibutzim y los moshavim.
El Ministerio del Interior israelí reconoce tres tipos de administración local: ciudad, concejo local y concejo regional.
Los consejos regionales incluyen representación de entre 3 y 54 comunidades, generalmente distribuidas en un área relativamente grande dentro de las proximidades geográficas entre sí. En 2019, había 54 consejos regionales, generalmente responsables de gobernar una serie de asentamientos repartidos por áreas rurales.

## Lista de concejos
Existen 54 concejos regionales.
| - Concejo Regional Alona - Concejo Regional Al-Kasom - Concejo Regional Beer Tuvia - Concejo Regional Brenner - Concejo Regional Costa del Carmelo - Concejo Regional Drom HaSharon - Concejo Regional Emek HaMayanot - Concejo Regional Golán - Concejo Regional Gush Etzión - Concejo Regional Har Hebrón - Concejo Regional Hof HaSharón - Concejo Regional Maalé Yosef - Concejo Regional Mateh Yehuda - Concejo Regional Mateh Binyamín - Concejo Regional Meguilot - Concejo Regional Menashé - Concejo Regional Merjavim - Concejo Regional Merón de Galilea - Concejo Regional Ramat HaNéguev - Concejo Regional Samaria - Concejo Regional Sdot Néguev - Concejo Regional Shaar HaNéguev - Concejo Regional Shafir - Concejo Regional Tamar - Concejo Regional Valle del Jordán - Concejo Regional Yoav - Concejo Regional Zabulón | - Concejo Regional Al-Batuf - Concejo Regional Alta Galilea - Concejo Regional Araba Central - Concejo Regional Baja Galilea - Concejo Regional Bnei Shimon - Concejo Regional Bustan Al-Marj - Concejo Regional Eshkol - Concejo Regional Gan Raveh - Concejo Regional Guederot - Concejo Regional Guezer - Concejo Regional Guilboa - Concejo Regional Emek Hefer - Concejo Regional Hevel Eilot - Concejo Regional Hevel Modín - Concejo Regional Hevel Yavne - Concejo Regional Hof Ashkelon - Concejo Regional Emek Yizreel - Concejo Regional Emek HaYardén - Concejo Regional Lakish - Concejo Regional Lev HaSharón - Concejo Regional Mateh Asher - Concejo Regional Meguido - Concejo Regional Mevot HaHermón - Concejo Regional Misgav - Concejo Regional Nahal Sorek - Concejo Regional Neve Midbar - Concejo Regional Sdot Dan |